# Устав Србије из 2006.
Устав Републике Србије (познат и као Митровдански устав) усвојила је Народна скупштина Републике Србије на посебној седници одржаној 30. септембра 2006. године. Правни поредак Републике Србије је јединствен, а Устав је највиши правни акт Републике Србије, са којим сви закони и други општи акти донети у Републици Србији морају бити сагласни. Предлог новог Устава је добио подршку грађана на референдуму одржаном 28. октобра и 29. октобра 2006. на коме је за предлог новог Устава гласало 53,04% од укупног броја грађана са правом гласа.
Према коначним резултатима Републичке изборне комисије на референдум је изашло 54,91% или 3.645.517 бирача, а за нови устав гласала су 3.521.724 бирача, односно 53,04%.

## Структура Устава

### Уставна преамбула
Устав се састоји од преамбуле и 206 чланова подељених у десет тематских целина. Преамбулом се истиче да да се тај устав доноси полазећи од државне традиције српског народа и равноправности свих грађана и етничких заједница у Србији. Надаље, преамбулом се истиче да је Косово и Метохија саставни део територије Србије, који има положај суштинске аутономије у оквиру суверене државе Србије.

### Уставна начела
На почетку нормативног дела Устава формулисана су уставна начела, која изражавају основне одреднице државног уређења Србије, којима се уставотворац руководио при уређивању појединих института, као и основне циљеве којима устав тежи. Уставним начелима Устава Републике Србије дефинише се Република Србија, одређују се носиоци суверености, владавина права, подела власти, политички плурализам, забрањују се сукоби интереса утврђују се симболи државе, језик и писмо, утврђује световност државе, покрајинска аутономија и локална самоуправа, заштита националних мањина, утврђује равноправност полова, међународни односи и положај странаца.

### Људска и мањинска права и слободе
Устав гарантује широку палету људских права, која се могу груписати на лична права и слободе, политичка права и слободе, социјално-економска и културна права, посебна права везана за дете и породицу и права странаца.
Уставом је Република Србија дефинисана као држава српског народа и свих грађана који у њој живе, заснована на владавини права и социјалној правди, начелима грађанске демократије, људским и мањинским правима и слободама, као и припадности европским принципима и вредностима. Устав садржи крајње општу дефиницију Републике Србије, која кроз начела која следе добија своју пуну разраду. Као врховне вредности истичу се владавина права, социјална правда, грађанска демократија, заштита људских и мањинских права и слобода и опредељеност Србије да поштује и примењује европске принципе и вредности.

### Економско уређење и јавне финансије
Према Уставу, основу економског уређења Србије чине: тржишна привреда, отворено и слободно тржиште, слобода предузетништва, самосталност привредних субјеката и равноправност приватне и других облика својине. Република Србија чини јединствено привредно подручје са јединственим тржиштем рада, капитала и услуга, при чему се утицај слободне привреде на социјални и економски положај запослених усклађује кроз социјални дијалог између синдиката и послодаваца.

### Уређење државне власти
Мада држава по својој природи представља јединствен и целовит организам, у смислу вршења суверене власти на одређеној територији, због свеобухватности послова које држава обавља у вршењу те власти могуће је говорити о појединим функцијама државе. Ове своје функције држава остварује преко појединих органа. Део Устава који се односи на уређење државне власти утврђује државне органе који су носиоци појединих функција државне власти у Републици Србији, њихов састав, положај и однос са другим органима у држави. Сагласно Уставном начелу поделе власти, уређење власти у Републици Србији почива на подели на законодавну, извршну и судску власт. Основна функција државног органа који има законодавну власт јесте доношење закона. Законодавну власт, према Уставу, врши Народна скупштина.
Основна функција државног органа који има извршну власт јесте непосредно и конкретно обављање мноштва државних послова којима је циљ извршавање закона. Према Уставу, извршну власт у Републици врши Влада. Судска власт има функцију очувања и заштите утврђеног правног поретка, а остварује се доношењем конкретних правних аката, судских одлука, којима се решавају спорни односи међу правним субјектима, односно којима се заправо проверава да ли су закони и други прописи правилно били примењени у конкретним ситуацијама. Сагласно Уставном начелу поделе власти, судска власт у Србији је независна и припада посебним државним органима — судовима.

### Уставни суд
Уставни суд је самосталан и независан државни орган који штити уставност и законитост и људска и мањинска права и слободе. Одлуке Уставног суда су коначне, извршне и опште обавезујуће.
Уставни суд чини 15 судија који се бирају, односно именују на девет година. Пет судија Уставног суда бира Народна скупштина са листе од 10 кандидата које Народној скупштини предложи председник Републике. Пет судија именује председник Републике са листе од 10 кандидата које му предложи Народна скупштина. Пет судија именује Општа седница Врховног касационог суда Србије са листе од 10 кандидата које заједнички предлажу Високи савет судства и Државно веће тужилаца.

### Територијално уређење
Устав познаје аутономне покрајине и јединице локалне самоуправе. Аутономне покрајине јесу јединице територијалне аутономије у којима грађани остварују своје Уставом утврђено право на територијалну аутономију. Јединице локалне самоуправе су општине, градови и град Београд и у њима грађани остварују своје Уставом утврђено право на локалну самоуправу. Покрајине и јединице локалне самоуправе имају статус правних лица.

### Уставност и законитост
Устав је највиши правни акт Републике Србије, са којим сви закони и други општи акти донети у Републици Србији морају бити сагласни. Потврђени међународни уговори и опште прихваћена правила међународног права део су правног поретка Републике Србије, при чему потврђени међународни уговори не смеју бити у супротности са Уставом. Закони и други општи акти донети у Републици Србији не смеј у бити у супротности са потврђеним међународним уговорима и општеприхваћеним правилима међународног права.

### Промена Устава
Предлог за промену Устава може поднети најмање једна трећина од укупног броја народних посланика, председник Републике, Владе или најмање 150.000 бирача. О предлогу за промену Устава одлучује Народна скупштина, а предлог се усваја двотрећинском већином укупног броја народних посланика. Ако не буде постигнута потребна већина, у наредних годину дана не може се приступити промени Устава по питањима садржаним у предлогу који није усвојен. Ако Народна скупштина усвоји предлог за промену Устава, приступа се изради, односно разматрању акта о промени Устава. Народна скупштина усваја акт о промени Устава двотрећинском већином укупног броја народних посланика и може одлучити да усвојену промену Устава грађани потврде на референдуму.

## Значајније промене донете у новом уставу
Промене у односу на претходни Устав су следеће:
- Изостављена је друштвена својина
- Странци могу стећи својину над непокретностима
- Реизбор свих судија
- Председник Републике командује војском
- Председника Републике непосредно бира народ, а смењује га Скупштина
- Први пут се у Уставу спомињу европске вредности и стандарди
- Омогућена је пуна независност НБС
- Омогућава суштинску децентрализацију, општине добијају имовину
- Председници општина и градоначелници се бирају у скупштини општине/града, а не више непосредно
- Први пут је родна равноправност постала уставна категорија
- Народни посланик је слободан да неопозиво стави свој мандат на располагање странци
- Војводина има високу економску аутономију (има своју имовину и њом слободно располаже)
- Забрањена је расна, национална и верска дискриминација
- Забрањен је сукоб интереса
- Застава се користи као Народна застава и Државна застава
- Грб се користи као Мали грб и као Велики грб
- Званична химна је Боже правде
- Службени језик је српски[7]
- Унето је право на приговор савести
- Унето је право на обавештеност грађана информацијама од јавног значаја
- Посебно се штите мајке и деца, као и самохрани родитељи
- Заштићени су потрошачи
- Ропство је изричито забрањено Уставом
- Грађански брак је изричито дефинисан као заједница једног мушкарца и једне жене.